# Paulo Jr.
Paulo Jr., właśc. Paulo Xisto Pinto Júnior (ur. 30 kwietnia 1969 w Belo Horizonte) – brazylijski muzyk, basista grupy metalowej Sepultura.

## Życiorys
Urodził się 30 kwietnia 1969 w Belo Horizonte. Jego ojciec był prawnikiem. Ma dwóch braci i siostrę.
Początkowe należał do zespołu AI-5, z którego został usunięty. W młodości uczęszczał do szkoły wojskowej w Belo Horizonte wraz z braćmi Maxem i Igorem Cavalera. Został basistą w założonym przez nich zespole Sepultura, zastępując w tej funkcji Roberta „Gato” Raffana. Po raz pierwszy wystąpił z Sepulturą na Metal BH Festival w marcu 1985. Był w tym czasie nazywany „Paulinho KISS”. W jego garażu (wzgl. przydomowej szopie) Sepultura miała swoje próby. Przy wydaniu pierwszego wydawnictwa grupy, tj. albumu EP pt. Bestial Devastation w 1985, nosił przydomek „Destructor”. Według wspomnień Maxa Cavalery, Paulo Jr. od początku miał spore problemy z nauczeniem się gry na gitarze basowej, co udało mu się ostatecznie po niespełna 10 latach przy wydaniu albumu Chaos A.D., gdy nagrał w studio partie gitary basowej (wcześniej te obowiązki podczas sesji przejmowali Max Cavalera i Andreas Kisser). W całym okresie poprzedzającym nagrał jedynie bas do utworu „Stronger Than Hate” z płyty Beneath the Remains.
Przed wydaniem kolejnej płyty, na początku 1989 członkowie Sepultury przenieśli się z Belo Horizonte do São Paulo, a Paulo Jr. zamieszkał na przedmieściach miasta (w dzielnicy Santo André) wraz z gitarzystą Andreasem Kisserem. W pobliżu ich domu, w Pompéia, mieściła się sala prób grupy. Około 1991 członkowie Sepultury wyprowadzili się z Brazylii, Paulo Jr. – z uwagi na znośniejszy klimat – zamieszkał w kalifornijskim San Diego, a reszta muzyków osiadła w Phoenix i w tym mieście odbywały się próby.